# Communauté de communes du Pays de Dol et de la Baie du Mont Saint-Michel
Die Communauté de communes du Pays de Dol et de la Baie du Mont Saint-Michel ist ein französischer Gemeindeverband mit der Rechtsform einer Communauté de communes im Département Ille-et-Vilaine in der Region Bretagne. 
Sie wurde am 6. Dezember 2016 gegründet und umfasst 19 Gemeinden. Der Verwaltungssitz befindet sich im Ort Dol-de-Bretagne.

## Historische Entwicklung
Der Gemeindeverband entstand mit Wirkung vom 1. Januar 2017 aus der Fusion der Vorgängerorganisationen 
Communauté de communes du Pays de Dol-de-Bretagne et de la Baie du Mont-Saint-Michel und Communauté de communes Baie du Mont-Saint-Michel.

## Mitgliedsgemeinden
| Gemeinde                                                                  | Einwohner 1. Januar 2022 | Fläche km² | Dichte Einw./km² | Code INSEE | Postleitzahl |
| ------------------------------------------------------------------------- | ------------------------ | ---------- | ---------------- | ---------- | ------------ |
| Baguer-Morvan                                                             | 1.697                    | 23,11      | 73               | 35009      | 35120        |
| Baguer-Pican                                                              | 1.764                    | 15,63      | 113              | 35010      | 35120        |
| Broualan                                                                  | 411                      | 12,76      | 32               | 35044      | 35120        |
| Cherrueix                                                                 | 1.106                    | 12,69      | 87               | 35078      | 35120        |
| Dol-de-Bretagne                                                           | 5.786                    | 15,53      | 373              | 35095      | 35120        |
| Epiniac                                                                   | 1.423                    | 23,77      | 60               | 35104      | 35120        |
| La Boussac                                                                | 1.250                    | 21,93      | 57               | 35034      | 35120        |
| Le Vivier-sur-Mer                                                         | 1.062                    | 2,24       | 474              | 35361      | 35960        |
| Mont-Dol                                                                  | 1.076                    | 26,44      | 41               | 35186      | 35120        |
| Pleine-Fougères                                                           | 1.978                    | 31,98      | 62               | 35222      | 35610        |
| Roz-Landrieux                                                             | 1.376                    | 18,10      | 76               | 35246      | 35120        |
| Roz-sur-Couesnon                                                          | 1.036                    | 25,86      | 40               | 35247      | 35610        |
| Sains                                                                     | 457                      | 10,25      | 45               | 35248      | 35610        |
| Saint-Broladre                                                            | 1.166                    | 23,81      | 49               | 35259      | 35120        |
| Saint-Georges-de-Gréhaigne                                                | 377                      | 12,15      | 31               | 35270      | 35610        |
| Saint-Marcan                                                              | 432                      | 7,68       | 56               | 35291      | 35120        |
| Sougeal                                                                   | 544                      | 14,15      | 38               | 35329      | 35610        |
| Trans-la-Forêt                                                            | 638                      | 14,83      | 43               | 35339      | 35610        |
| Vieux-Viel                                                                | 328                      | 8,77       | 37               | 35354      | 35610        |
| Communauté de communes du Pays de Dol et de la Baie du Mont Saint-Michele | 23.907                   | 321,68     | 74               | –          | –            |